# カンボジア＝タイ国境
カンボジア＝タイ国境（カンボジア＝タイこっきょう）では、カンボジアとタイ王国（タイ）の国境について記す。二国間の国境は長さ817キロメートルに及び、カンボジア・タイ・ラオスの三国国境を起点として、タイランド湾方面へ南下する。

## 地理

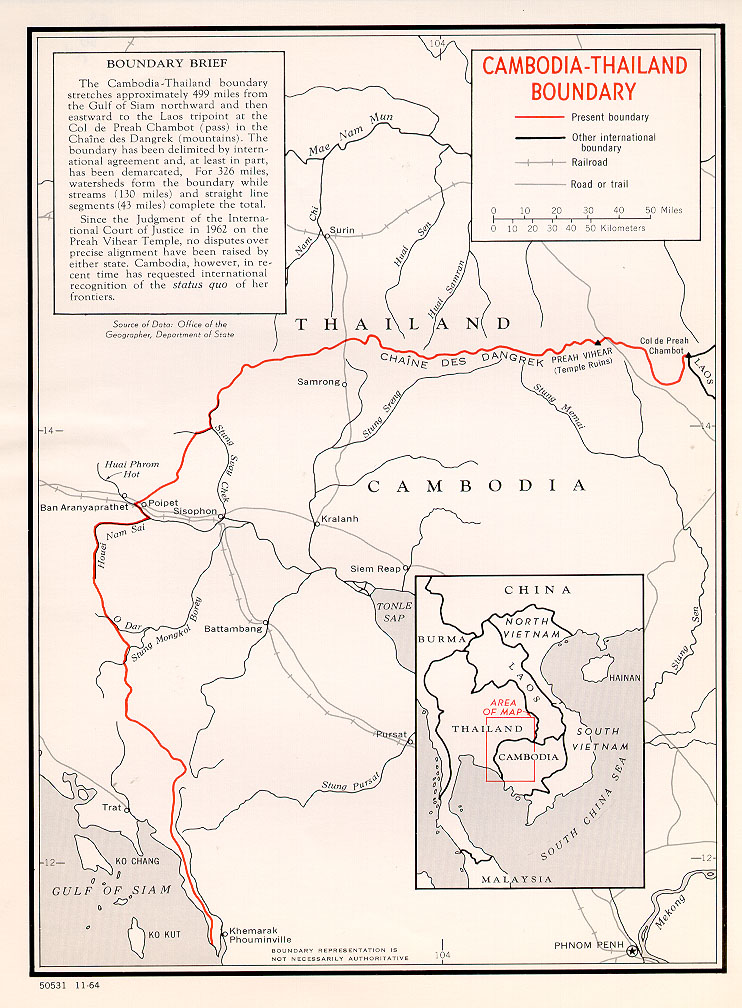
カンボジア＝タイ国境の地図

カンボジア・タイ・ラオスの三国国境にあたるダンレク山脈のプレアチャムボット峠 (Col de Preah Chambot)を起点として、山地の稜線に沿って西進する。ダンレク山脈から離れると南西方向に広い弧を描き、途中でスベイチェック川 (Svay Chek)、シソポン川 (Sisophon)、プロームホット川 (Phrom Hot)、モンゴル・ボレイ川 (Mongkol Borey)などの川を通る。さらに南に進むと、途中でカルダモン山脈に沿いつつ、タイランド湾へ抜ける。国境線は湾に出る直前でタイランド湾に非常に近接しており、その結果タイ側には幅450メートル程度の細長い区画があり、ここはタイで最も狭い場所とされている。
国境検問所は計15か所あり、そのうち8か所は常設されている。カンボジア内戦時に多数の難民キャンプが置かれていたという背景から、国境貿易は活発に行われている。
タイランド湾上の2万6400平方キロメートルに及ぶ海域では資源開発権の帰属先が画定しておらず、これにはクート島の一部も含まれる。2001年には未画定海域を北緯11度線で二分した上で、北側を両国間で分割し、南側を共同開発水域と定める覚書が成立しているが、二国間関係が不安定なこともあり、境界画定の動きは進んでいない。

## 歴史

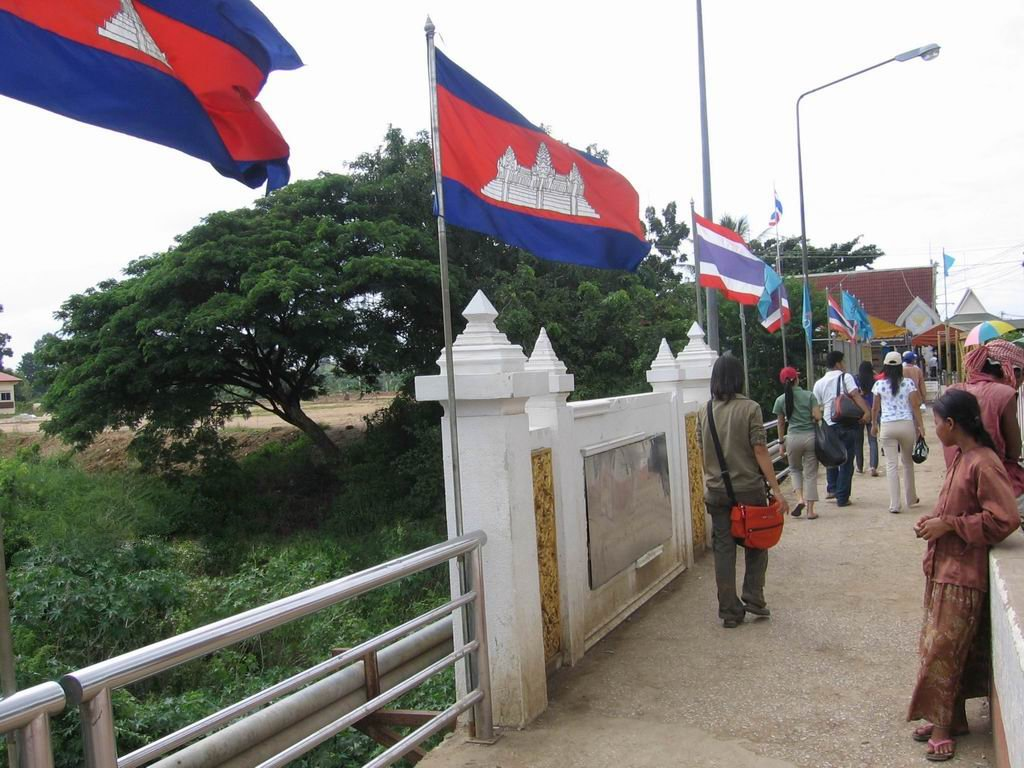
ポイペトの国境検問所

### 第二次世界大戦まで

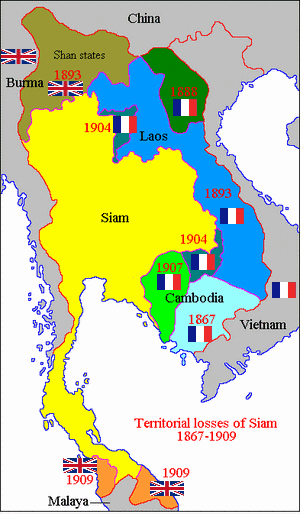
1867年から1909年にかけてのタイの割譲地を示した地図

歴史上、二国間の国境地帯は様々なクメールとタイの王朝の間で変化してきた。1850年代以降、フランスがインドシナ半島の植民地化に乗り出すと、この過程でカンボジアも保護領とされ、タイは1867年にこれを承認し、承認と引き替えにカンボジア北西部のアンコールとバタンバンがタイに割譲された。
フランスはタイの植民地化も試みていたが、ビルマやマレー半島を植民地としていたイギリスがタイに強い影響力を持っており、タイは1896年、二国間の緩衝国として独立を保証されることとなった。しかしその後もフランスの植民地化は進められ、1904年に結ばれた条約では、チャンタブリーからのフランス軍撤兵と引き替えに、タイはダンレク山脈以南の一帯、ルアンパバーンのメコン川西岸、チャンパーサック、マノープライ、トラート、ダーンサーイをフランスに割譲した。
1907年の条約ではバタンバン、シソポン、シェムリアップ（アンコール）の3州がタイからフランスに割譲され、代わりにフランスはトラートとダーンサーイをタイに返還した。同条約締結後にフランスが作成した測量地図では、後の係争地となるプレアヴィヒア寺院はカンボジア領とされたが、タイは1934年から1935年の測量調査で同寺院が分水嶺よりもタイ側にあることを確認し、第二次世界大戦後になって寺院周辺に警備員を派遣するようになる。
1932年の立憲革命を経て、タイは失地回復運動を展開するようになり、1940年、日本軍がフランス領インドシナに進駐した際にはフランス（ヴィシー政権）に対し、メコン川を国境線とすること、インドシナの主権者交代時にタイからの割譲地を返還することを求めたが、フランスはこれを拒否し、紛争状態となった。1941年の日本の介入により、タイはフランスと和平協定を結び、1904年と1907年の両条約による失地のほとんどを回復したが、第二次世界大戦終戦後の1946年に調印された紛争処理協定により、回復した失地は再びフランスに返還されている。

### 第二次世界大戦後

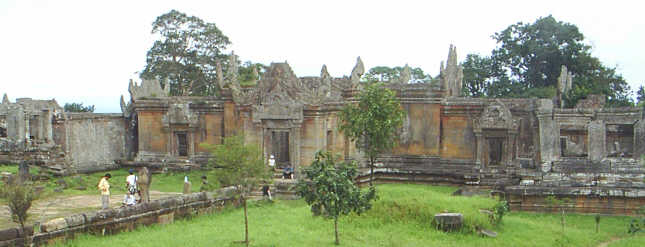
係争地のプレアヴィヒア寺院

1950年、タイがフランス連合内のインドシナ3か国を承認したことでカンボジア＝タイ国境はほとんど確定していた。一方で1946年以降、タイはプレアヴィヒア寺院に警備兵を派遣し、国境防衛を口実に付近に警備施設を設置していた。1953年に独立したカンボジアが寺院の再支配を試みると、タイはこれに反攻し、1954年に寺院を占領した。カンボジアはタイに撤兵を求めたが、タイは要求に応じず、1958年に二国間協議が行われるも決裂した。1959年10月6日、カンボジアは寺院の領有権をめぐり国際司法裁判所（ICJ）に提訴し、タイはICJの管轄権を否定するも、ICJは1961年5月にタイの抗弁を退け、翌年6月15日にタイに撤兵を命じるなどカンボジアに有利な判決を下した。タイは判決を不服とする一方で、1962年9月に軍を撤退させるなど判決を履行し、以降同寺院はカンボジア領と国際的に見なされるようになる。1960年代半ばにはタイとカンボジアの沖合にあるクート島の領有権が争われるようになり、2020年代に至るまで問題視されている。
1970年代に始まったカンボジア内戦下では、国境の山岳地帯はポル・ポト派とベトナム軍が争う戦地となり、プレアヴィヒア寺院周辺では多数の地雷が敷設されたり、要塞が建設されるなどしている。衝突は1990年代に入っても続いたが、カンボジアの情勢が落ち着いてきた1995年から国境問題について話し合われることとなり、その結果、2つの国境委員会 (General Border Committee, Regional Border Committee) の設立に関する覚書が成立し、1997年には合同国境委員会 (Joint Boundary Commission) の設立に関する覚書が成立した。また、2000年には国境の一方的な現状変更を禁じ、合同国境委員会を通じた国境画定を定めた「陸上国境測量および確定に関する覚書」が成立し、翌2001年にはタイランド湾内の国境未画定海域を北緯11度線で二分した上で、北側を両国間で分割し、南側を共同開発水域と定める「大陸棚重複領有権に関する覚書」が成立している。
2000年代半ばまで二国間関係は概ね良好であったが、2006年にタイで軍事クーデターが発生すると、時のタクシン・チナワット政権が失脚し、覚書に基づく湾内の共同開発計画が停止された。国境問題はタクシン派と反タクシン派の間で争いの火種となり、2008年にタクシン派政権がカンボジアによるプレアヴィヒア寺院の世界遺産申請を支持した際には反タクシン派から猛反発を受けている。当時の報道では、タイのノッパドン・パッタマー外相やサマック・スントラウェート首相が寺院周辺地域に対するカンボジアの主権や世界遺産申請の容認と引き替えにカンボジア国内の油田採掘の利権を得たとの疑惑が取り沙汰され、これが反政府運動に拍車をかけた。
2008年7月7日にプレアヴィヒア寺院の世界遺産認定が決まると、寺院をめぐり緊張が高まり、ノッパドン外相は混乱をめぐり7月10日に引責辞任したほか、7月17日には両国軍が寺院で対峙する事態に発展した。それから両国は閣僚級協議を行ったり、国際社会に介入を求めるなどしたが、関係改善を図る試みは一進一退だった。両国間の小競り合いは続き、この間にタイはターモアン寺院やタークロバイ寺院にも派兵したほか、2008年10月や2011年2月には武力衝突で死傷者を出す事態となっている。この流れでカンボジアは2011年4月28日に、1962年の判決の確認を求める訴えをICJに起こし、ICJは2013年11月11日にカンボジア有利な判決を下した。判決後、事態は終息し、両国は国境未画定地域について現状維持としつつ、関係強化を図るようになる。衝突後も国境交渉は行われたが、進展は芳しくなく、合同国境委員会は2012年から2025年まで招集されなかった。
その後、2023年にタイでタクシン派の政権が成立すると、国境問題が再び争点となった。成立した政権内部では権力争いが繰り広げられており、その中で国民国家の力党は2024年に政争に敗れて閣外に追いやられていた。同年2月、両国間で覚書に基づく湾内の共同開発計画を復活させることで合意していたところ、同党は件の覚書の示す国境未画定海域にタイ領とされるクート島の一部が含まれているとして問題視し、同覚書の破棄を求め、反タクシン派の団体もこの動きに便乗した。
2025年になると両国間の国境未画定地帯で小競り合いが始まり、5月28日にはタイのウボンラーチャターニー県とカンボジアのプリアヴィヒア州の間の国境未確定地帯で両国軍の部隊が交戦し、1人が死亡した。衝突後、両国は合同国境委員会を再開することで合意に達し、カンボジアは委員会を前に4か所の領有権をめぐりICJに提訴することを決定したが、タイはICJの管轄権を否定し、二国間で解決すべきと主張した。6月半ばに行われた委員会の場では合意文書が成立したものの、覚書の現状変更禁止条項や国境画定に用いる地図をめぐり双方の認識に齟齬があり、二国間協議は長期化すると見られている。
5月の衝突以降、両国とも国境通過を制限し、不穏な関係が続く中、7月24日にはターモアン寺院付近で武力衝突が発生し、12人が死亡した。以降、タイ東北部のウボンラーチャターニー県やシーサケート県（カンボジアのウドンメンチェイ州、プリアヴィヒア州）のほか、タイ東部のトラート県の国境地帯でも衝突が発生し、7月28日に停戦合意に達するまで少なくとも36人が死亡した。